# Coenobiodes
Coenobiodes is een geslacht van vlinders van de familie bladrollers (Tortricidae), uit de onderfamilie Olethreutinae.

## Soorten
- C. abietiella (Matsumura, 1931)
- C. acceptana Kuznetsov, 1973